# Татьяновка (Николаевская область)
Татьяновка (укр. Тетянівка) — село в Березнеговатском районе Николаевской области Украины.
Основано в 1795 году. Население по переписи 2001 года составляло 269 человек. Почтовый индекс — 56230. Телефонный код — 5162. Занимает площадь 0,289 км².

## Местный совет
56230, Николаевская обл., Березнеговатский р-н, с. Новосевастополь, ул. Центральная, 9а

## Известные люди
- Скорый, Иван Антонович — Герой Советского Союза.